# Bernard Lovell
Bernard Lovell, född 31 augusti 1913 i Oldland Common, Gloucestershire, död 6 augusti 2012 i Swettenham, Cheshire, var en brittisk astronom.

## Biografi
Lovell doktorerade vid University of Bristol 1936. Under andra världskriget var han sysselsatt med att utveckla radarsystem. Efter krigets slut fortsatte han med att använda samma teknik för astronomiska ändamål. För att undvika störningar från bland annat spårvagnar inne i staden såg han till att Jodrell Bank Observatory byggdes. Han var sedan under lång tid direktör för observatoriet.
Lovell var en ofta anlitad auktoritet i olika rymdsammanhang och författare till bland annat Den yttre rymdens utforskning (1962; svensk översättning 1963). 
Lovell var ledamot av Royal Society samt sedan 1962 utländsk ledamot av Kungliga Vetenskapsakademien.

## Utmärkelser
Asteroiden 8079 Bernardlovell är uppkallad efter honom.